# سفارة بيرو في فرنسا
سفارة بيرو في فرنسا هي أرفع تمثيل دبلوماسي لدولة بيرو لدى فرنسا. تقع السفارة في الدائرة السادسة عشرة في باريس وهي تهدف لتعزيز المصالح البيروفية في فرنسا.

## وصلات خارجية
- الموقع الرسمي
- قائمة سفارات بيرو
- قائمة السفارات في فرنسا